# Zelmar Aguilera
Zelmar Aguilera – piłkarz urugwajski, napastnik.
Jako piłkarz klubu Sud América Montevideo wziął udział w turnieju Copa América 1959, gdzie Urugwaj zajął przedostatnie, szóste miejsce. Aguilera zagrał w czterech meczach – z Boliwią, Peru (w 72 minucie zmienił Vladasa Douksasa), Brazylią (tylko w drugiej połowie – w przerwie meczu zastąpił Guillermo Escaladę) i Chile (w 74 minucie wszedł za Carlosa Borgesa).